# Централен траурен парк (Пловдив)
Траурен парк „Централен“ е едно от най-големите гробища в Пловдив.

## История
През 1878 г. е съставен първият градоустройствен план на град Пловдив и гробищата попадащи в чертите на града представат да се използват и по-късно са превърнати в градски паркове. Нов терен, тогава извън града, е отреден за православни, арменски и католически гробища,
През януари 2021 г. възпоминателна скулптура на първия главен архитект на Пловдив Йосиф Шнитер е поставена до гроба му в гробищния парк. Тя е дело на пловдивския скулптор Цвятко Сиромашки и се нарича „Пламъкът на Шнитер“. Скулптурата представлява образа на Йосиф Шнитер, изваян от бронз с 3 свещника, които символизират трите храма, чийто създател е той – пловдивските „Св. Георги“ и „Св. св. Кирил и Методий“ и „Свето Успение Богородично“ в Батак.

## Разположение
На територията му има ритуална зала, православен храм („Св Архангел Михаил“) и управлението на ОП Траурна дейност (Пловдив).
Обособени са:
- Британско военно гробище, където са погребани загинали британски военни в Първата световна война.[1]
- Руско военно гробище, където са погребани загинали руски военни във Втората световна война.[2]

В северозападната част на парка има сравнително големи еврейско и мюсюлманско гробни полета.
До „руското гробище“ (поле 3, вдясно от входа) има паметник на опълченците, а северно от църквата – паметник на тези, чиито гроб е неизвестен.

## Известни личности
На Централи гробища са погребани следните именити личности
- Ана Гребенарова – българска керамичка. Работила в областта на декоративно-монументалната керамика.
- Андон Станев – търговец, индустриалец, крупен дарител
- Анастас Куцооглу – тютюно-търговец, крупен дарител
- Асен Диамандиев – български музикант, композитор, музикален теоретик, музикален педагог и хоров диригент, основател на Академията за музикално и танцово изкуство в Пловдив
- Боян Илчев (DJ Bobby I) – български диско-, радио- и телевизионен водещ от края на 80-те и началото на 90-те години на ХХ век.
- Георги Божилов – български художник живописец
- Георги Бояджиев – Бояджана – български художник
- Георги Славков – български футболист, национал
- Димитър Киров – български художник
- Димитър Кудоглу – български търговец на тютюн, работил основно в Германия и известен със своята благотворителност
- Динко Дерменджиев – бивш български футболист, нападател
- Златьо Бояджиев – български художник, известен със своите портрети и пейзажи.
- Йосиф Шнитер – чешко-български архитект, инженер и геодезист
- Найден Геров – български писател, езиковед, фолклорист, общественик и създател на едно от първите класни училища в България.
- Райчо Николов – опълченец-поборник, български военен деец и офицер, майор